# Blam (Lichtenstein)
Blam (parfois Blam ! ) est une peinture de 1962 de Roy Lichtenstein relevant de l'idiome du pop art. C'est l'un de ses dérivés de bandes dessinées militaires et l'une des œuvres présentées lors de sa première exposition personnelle. L'œuvre fait partie de la collection de la Yale University Art Gallery.

## Description
La peinture est basée sur l'art de Russ Heath dans la bande dessinée All-American Men of War numéro 89 (janvier-février 1962), publiée par National Periodical Publications. Le tableau représente un pilote s'éjectant d'un avion qui explose. Le même problème a inspiré plusieurs autres peintures de Lichtenstein, Okay Hot-Shot, Okay!, Brattata, Whaam! et tex!. Le croquis au crayon graphite, Jet Pilot était également de ce numéro.
Lorsque Lichtenstein a fait sa première exposition personnelle à la galerie Leo Castelli en février 1962, elle s'est vendue avant l'ouverture. Blam aurait été vendu 1 000 $ (88,958 $ en monnaie de 2016), selon une source, mais moins de 1 000 $ selon une autre. 
L'exposition comprenait Look Mickey, Bague de fiançailles et Le Réfrigérateur. L'émission s'est déroulée du 10 février au 3 mars. L'œuvre est apparue dans l'exposition intitulée Les Nouveaux Réalistes à la Sidney Janis Gallery du 1er novembre au 1er décembre 1962.

## Détails
Lichtenstein a commencé ses imageries de guerre avec des images à cadre unique telles que BLAM. Blam utilise des images de guerre par excellence. Bien que le texte se limite à un mot de quatre lettres, le récit est inutile en raison du réalisme présenté. La toile est chargée d'images entourant la figure focalisée, de l'avion attaqué. Il est considéré, avec Takka Takka comme « réussis dans leur combinaison de couleurs brillantes et de situation narrative ». 
Blam est une plaisanterie avec le spectateur qui utilise une exclamation sans contexte narratif. Comme Blang (1962) et Varoom (1963), l'onomatopée de Blam explose « comme un violent soleil central sur toute la composition ». Lichtenstein a révisé la source originale afin que l'avion et son explosion soient les foyers communs à partir desquels la peinture rayonne. Contrairement à l'original, qui avait un contenu narratif substantiel, la version de Lichtenstein a plus de formalité et un motif linéaire, mais une surface plus simplifiée.